# Ligularia
Genre
Classification APG II (2003)
Ligularia est un genre de plantes à fleurs de la famille des Asteraceae. Il en existe environ 120 espèces (Europe occidentale, Asie).

## Espèces
- Ligularia abakanica
- Ligularia achyrotricha
- Ligularia afghanica
- Ligularia alatipes
- Ligularia alpigena
- Ligularia altaica
- Ligularia alticola
- Ligularia altissima
- Ligularia amplexicaulis
- Ligularia angusta
- Ligularia anoleuca
- Ligularia atkinsonii
- Ligularia atroviolacea
- Ligularia biceps
- Ligularia botryodes
- Ligularia brassicoides
- Ligularia bucovinensis
- Ligularia cacaliiformis
- Ligularia caloxantha
- Ligularia calthifolia
- Ligularia carpatica
- Ligularia chalybea
- Ligularia chekiangensis
- Ligularia chimiliensis
- Ligularia confertiflora
- Ligularia coreana
- Ligularia cremanthodioides
- Ligularia cuneata
- Ligularia curvisquama
- Ligularia cyathiceps
- Ligularia cymbulifera
- Ligularia cymosa
- Ligularia dentata
- Ligularia dictyoneura
- Ligularia discoidea
- Ligularia dolichobotrys
- Ligularia duciformis
- Ligularia dux
- Ligularia eriocaulis
- Ligularia euryphylla
- Ligularia fangiana
- Ligularia fargesii
- Ligularia fauriei
- Ligularia fischeri
- Ligularia franchetiana
- Ligularia ghatsukupa
- Ligularia glauca
- Ligularia heterophylla
- Ligularia hodgsonii
- Ligularia hookeri
- Ligularia hopeiensis
- Ligularia ianthochaeta
- Ligularia intermedia
- Ligularia jacquemontiana
- Ligularia jaluensis
- Ligularia jamesii
- Ligularia japonica
- Ligularia kaialpina
- Ligularia kanaitzensis
- Ligularia kangtingensis
- Ligularia karataviensis
- Ligularia kareliniana
- Ligularia kingiana
- Ligularia knorringiana
- Ligularia kojimae
- Ligularia konkalingensis
- Ligularia lamarum
- Ligularia lanipes
- Ligularia lankongensis
- Ligularia lapathifolia
- Ligularia latihastata
- Ligularia latipes
- Ligularia leveillei
- Ligularia liatroides
- Ligularia lidjiangensis
- Ligularia limprichtii
- Ligularia lingiana
- Ligularia longifolia
- Ligularia longihastata
- Ligularia macrodonta
- Ligularia macrophylla
- Ligularia melanocephala
- Ligularia melanothyrsa
- Ligularia microcardia
- Ligularia microcephala
- Ligularia mongolica
- Ligularia muliensis
- Ligularia myriocephala
- Ligularia nanchuanica
- Ligularia narynensis
- Ligularia nelumbifolia
- Ligularia nyingchiensis
- Ligularia odontomanes
- Ligularia oligonema
- Ligularia pachycarpa
- Ligularia palmatifida
- Ligularia paradoxa
- Ligularia parvifolia
- Ligularia pavlovii
- Ligularia persica
- Ligularia petelotii
- Ligularia petiolaris
- Ligularia phoenicochaeta
- Ligularia phyllocolea
- Ligularia platyglossa
- Ligularia pleurocaulis
- Ligularia potaninii
- Ligularia przewalskii
- Ligularia pterodonta
- Ligularia purdomii
- Ligularia pyrifolia
- Ligularia retusa
- Ligularia robusta
- Ligularia rockiana
- Ligularia ruficoma
- Ligularia rumicifolia
- Ligularia sachalinensis
- Ligularia sagitta
- Ligularia schizopetala
- Ligularia schmidtii
- Ligularia sibirica
- Ligularia sichotensis
- Ligularia songarica
- Ligularia splendens
- Ligularia stenocephala
- Ligularia stenoglossa
- Ligularia subsagittata
- Ligularia subspicata
- Ligularia talassica
- Ligularia tenuicaulis
- Ligularia tenuipes
- Ligularia thomsonii
- Ligularia thyrsoidea
- Ligularia tissulaginea
- Ligularia tongkyukensis
- Ligularia tongolensis
- Ligularia transversifolia
- Ligularia trichocephala
- Ligularia tsangchanensis
- Ligularia veitchiana
- Ligularia vellerea
- Ligularia villosa
- Ligularia virgaurea
- Ligularia vorobievii
- Ligularia wilsoniana
- Ligularia xanthotricha
- Ligularia yoshizoeana
- Ligularia yunnanensis
- Ligularia zhouquensis